# 星點黃守瓜
星點黃守瓜（学名：Aulacophora bicolor）为金花蟲科守瓜屬下的一个种。
种名 bicolor 意为“二色的”。